# Condado de Ospín de Urquijo

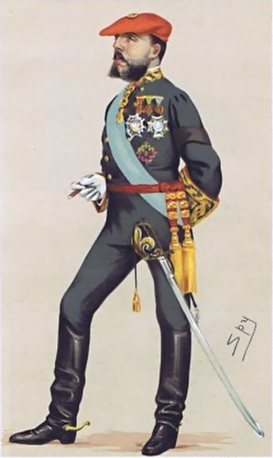
Carlos VII, en 1876, pretendiente de la rama carlista. Concedió el condado de Urquijo.

El condado de Ospín de Urquijo es un título nobiliario español, creado el 10 de julio de 1907, con la denominación de condado de Urquijo por el rey (pretendiente de la rama carlista), Carlos VII, a favor de Julio Gabriel de Urquijo e Ibarra.
El condado de Urquijo, fue reconocido como título del reino el 23 de octubre de 1953, y expedida carta del mismo el 9 de diciembre de 1955, (acogiéndose a la Ley que el entonces jefe del Estado, Francisco Franco Bahamonde, promulgó en 1948 y que permitió el reconocimiento de los títulos otorgados por los reyes carlistas), a favor de Ignacio de Urquijo y Olano que se convirtió en el segundo conde de Urquijo, con la denominación de conde de Ospín de Urquijo.
Julio Gabriel de Urquijo e Ibarra era hijo de Adolfo Ospín-Urkijo y Goikoetxea (apellidos sin castellanizar), lo que se tuvo en cuenta al reconocer el título de conde de Urquijo y darle la nueva denominación en recuerdo del apellido de su padre.

## Desambiguación
El mismo año de 1907, su hermano Adolfo Gabriel obtuvo un título con idéntica denominación, conde de Urquijo, otorgado por papa San Pío X. Por tanto, ambos hermanos ostentaron sendos condados con la misma denominación, uno de origen carlista y el otro de origen pontificio. 
Tras el fallecimiento de ambos hermanos sin descendencia, ambos títulos pasaron a su sobrino Ignacio de Urquijo y Olano (1907-2002), hijo de José de Urquijo e Ibarra, hermano de los primeros condes.
El presente título, de origen carlista, fue reconocido como título del reino en 1955, con la vigente denominación de condado de Ospín de Urquijo. El título continua en vigor.
Por otro lado, el título pontificio fue autorizado su uso en España en 1951, manteniendo su original denominación de condado de Urquijo. Tras el fallecimiento en 2002 de su autorizado, Ignacio de Urquijo y Olano, el título permanece vacante a la espera de sucesión pontificia y autorización de uso española. A tenor de lo dispuesto en el Decreto 222/1988, el título se considerará caducado en 2042, a efectos de la legislación española, si antes no se han iniciado los trámites de sucesión y autorización.

## Condes de Ospín de Urquijo
|                                                    | Titular                                            | Periodo                                            |
| Creación por "Carlos VII" (pretendiente carlista). | Creación por "Carlos VII" (pretendiente carlista). | Creación por "Carlos VII" (pretendiente carlista). |
| -------------------------------------------------- | -------------------------------------------------- | -------------------------------------------------- |
| I                                                  | Julio Gabriel de Urquijo e Ibarra                  | 1907-1955                                          |
| Reconocido por Francisco Franco                    |                                                    |                                                    |
| II                                                 | Ignacio de Urquijo y Olano                         | 1955-                                              |
| III                                                | Juan Ramón de Urquijo y Olano                      |                                                    |
| IV                                                 | José María de Urquijo y Olaso                      | 2003-actual titular                                |

## Historia de los Condes de Ospín de Urquijo
- Julio Gabriel de Urquijo e Ibarra (1871-1959), "I conde de Urquijo" (denominación original), I conde de Ospín de Urquijo (según denominación actual).

1. Casó con María Vicenta de Olazábal y Álvarez de Eulate. Sin descendientes. Fue su hermano:

-José María de Urquijo e Ibarra que caso con María de la Concepción de Olano y Abeitua. Padres de Ignacio de Urquijo y Olano que sucedió a su tío carnal como segundo conde al ser:
Reconocido como Título del Reino en 1955 a favor de:
- Ignacio de Urquijo y Olano (1907-2002), II conde de Ospín de Urquijo, conde pontificio de Urquijo (como sucesor de su otro tío carnal Adolfo Gabriel de Urquijo e Ibarra conde pontificio de Urquijo. Sin descendientes. Le sucedió su hermano:

- Juan Ramón de Urquijo y Olano, III conde de Ospín de Urquijo.

1. Casó en 1946 con Pilar de Olaso y García-Ogara, Luis Saturnino de Olaso y Madaria, II Marqués de Olaso. Le sucedió su hijo:

- José María de Urquijo y Olaso, IV conde de Ospín de Urquijo.

1. Casó con Teresa de Barandiaran.